# Žuti čaj
Žuti čaj potječe od iste biljke kao zeleni, bijeli, crni i oolong čaj, a zove se Camellia sinensis. Žuti čaj proizvodi se po dugoj tradiciji u Kini. Postoje više vrsta žutih čajeva. Razlika između ostalih čajeva je u tome da se za žuti čaj ubiru jako mali listići tj. pupoljci koji su prepuni antioksidansa. Žuti čaj je jedan od najskupljih i najrjeđih čajeva.

## Vanjske poveznice
Egzotik čajevi  Arhivirana inačica izvorne stranice od 18. srpnja 2012. (Wayback Machine) - 